# Ксеноцератопс
Ксеноцератопс (Xenoceratops, від грец. ξένος — «чужеземний» і лат. ceratops — «рогата морда») — рід центрозаврів, відомий з пізньої крейди (середній кампанський період), що мешкав на території сучасної Альберти, Канада. Рід має один відомий вид — Xenoceratops foremostensis, його останки були знайдені біля канадського села Формост.

## Історія відкриття

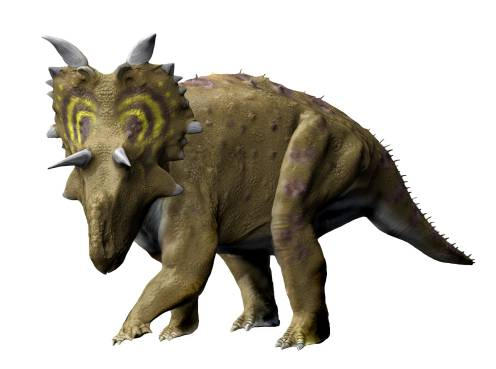
Художня реконструкція

У 1958 році Ванн Ленгстон-молодший розкопав фрагменти черепа з формації Foremost, коло одноіменного селища. Ця формація дуже погано вивчена щодо динозаврової фауни — окрім зубів, повідомлялося лише про скелети гадрозаврів та пахіцефалозавра Colepiocephale.
Ленгстон зберігав фрагменти у каталожних шафах Канадського музею природи в Оттаві. Приблизно у 2003 році зразками зацікавилися Девід К. Еванс і Майкл Дж. Раян, і у 2009 році було проведено більш ретельне дослідження. Вони встановили, що це новий вид і рід, який був описаний у 2012 році Раяном, Евансом і Кіраном М. Шепардом. На момент відкриття Xenoceratops foremostensis був найдавнішим відомим таксоном цератопсидних динозаврів у Канаді.

## Опис
Ксеноцератопс базується на зразку CMN53282, тім'яній кістці. Це кістка черепа, яка у цератопсидів утворює медіальну (серединну) та частину латеральних меж характерної кісткової оборки. До роду також відносять додаткові кістки черепа, зокрема, додаткові тім'яні, лускаті (кістки, які складають решту бічних країв оборки) та частина носові кістки. Ці кістки, схоже, належали щонайменше трьом особинам дорослого розміру. Інший фрагмент черепа в колекції Королівського палеонтологічного музею Тиррела також вважається приналежним до цього роду.